# Odiellus zecariensis
Espèce
Odiellus zecariensis est une espèce d'opilions eupnois de la famille des Phalangiidae.

## Répartition
Cette espèce se rencontre en Géorgie, en Azerbaïdjan, en Turquie et en Russie en Ciscaucasie.

## Description
La femelle holotype mesure 5 mm.

## Systématique et taxinomie
Cette espèce a été décrite par Mkheidze en 1952.

## Étymologie
Son nom d'espèce, composé de zecari et du suffixe latin -ensis, « qui vit dans, qui habite », lui a été donné en référence au lieu de sa découverte, le col de Zekari.

## Publication originale
- Mkheidze, 1952 : « Новые виды сенокосцев — Оpiliоnеs — из Грузии. » Soobscenija Akademii Nauk Gruzinskoj SSR, vol. 13, no 9, p. 545–548.